# Resolució 1831 del Consell de Seguretat de les Nacions Unides
La Resolució 1831 del Consell de Seguretat de les Nacions Unides fou adoptada per unanimitat el 19 d'agost de 2008. El Consell renova la seva autorització de la Missió de la Unió Africana a Somàlia (AMISOM) per un nou període de sis mesos.

## Detalls
En el preàmbul de la resolució, el Consell va acollir favorablement la signatura el 19 d'agost, de l'acord entre el Govern Federal de Transició de Somàlia i l'Aliança del Realliberament de Somàlia i va assenyalar que demana a les Nacions Unides que "autoritzin i implementar una força d'estabilització internacional de països que són amics de Somàlia, excloent-hi països veïns".
En virtut del Capítol VII de la Carta, el Consell va autoritzar a la Missió que adoptés totes les mesures necessàries, segons correspongui, per complir el seu mandat, tal com s'indica en la resolució 1772 (2007), subratllant, en particular, que la missió podria adoptar totes les mesures necessàries per proporcionar seguretat a les infraestructures clau i contribuir a la creació de condicions de seguretat per a la prestació d'assistència humanitària.
El Consell va instar els Estats membres a proporcionar recursos financers, personal, equipament i serveis per a la implementació completa d'AMISOM.
El Consell va animar al Secretari General a continuar explorant amb el president de la Comissió de la Unió Africana, en coordinació amb els donants, les formes d'enfortir el suport logístic, polític i tècnic de les Nacions Unides a la Unió Africana, construint la capacitat de la Unió d'assumir els seus compromisos per recolzar AMISOM, i ajudar al desplegament complet d'AMISOM, en la mesura del possible, amb l'objectiu d'assolir els estàndards de les Nacions Unides.